# Dorohozjytsji (metrostation)
Dorohozjytsji (Oekraïens: Дорогожичі, ⓘ) is een station van de metro van Kiev. Het station werd geopend op 30 maart 2000 en was tot oktober 2004 het noordwestelijke eindpunt van de Syretsko-Petsjerska-lijn. Het metrostation bevindt zich in het noordwesten van Kiev, aan de rand van een park in de wijk Dorohozjytsji, waarnaar het station genoemd is.
Het station is diep gelegen en beschikt over een buisvormige perronhal die door arcades van de sporen wordt gescheiden. De wanden zijn bekleed met wit marmer en zwart graniet. Op de wand aan het einde van de perronhal is een klooster in de omgeving afgebeeld. Vier roltrappen leiden van het perron naar de uit twee etages bestaande ondergrondse stationshal, waarin door twee glazen koepels daglicht binnendringt. Het bovenste niveau van de stationshal is verbonden met een voetgangerstunnel onder de kruising van de Voelytsja Oleny Telihy (Olena Telihastraat), de Voelytsja Sjtsjoesjeva (Sjtsjoesevstraat) en de Voelytsja Melnikova.